# Żebrówka (dopływ Krztyni)
Żebrówka – rzeka, prawy dopływ Krztyni o długości 26 km.
Płynie w województwie śląskim. Swój początek bierze we wsi Siadcza w powiecie zawierciańskim, a następnie, kierując się na południowy wschód, płynie przez wieś Wierzbica, po czym zmienia kierunek na północ i przepływa przez wieś Otola, Jeziorowice, Wólka Ołudzka, by na zachód od Szczekocin zakończyć swój bieg w Krztyni.